# Эрик Орсэлль
Эрик Орсэлль (швед. Erik Årsäll; древнесканд. Eiríkr hinn ársæli — «Известный хорошими урожаями») — легендарный шведский конунг, возможно правивший Швецией или её частью в конце XI или начале XII века (между 1087 и 1120-ми годами, встречаются более короткие датировки 1087—1088).
Сведения об Эрике известны из разных скандинавских саг и преданий, записанных столетиями после его жизни, и во многом противоречат как друг другу, так и другим источникам по истории Швеции. Поэтому Эрика обычно не включают в официальные списки шведских правителей.

## Версии
По одной из версий, опирающейся на «Сагу об Олафе Святом», Эрик Орсэлль — это альтернативная или явно ошибочная запись имени хорошо известного персонажа шведской истории — Эрика Победоносного (швед. Erik Segersäll), правившего примерно в 970—995 годах.
По другой версии, отождествляется с Эриком, сыном короля Блот-Свена (1084—1087). Блот-Свен был последним языческим королём Швеции в эпоху противостояния христианства и язычества, в 1084 году принял власть после свержения своего шурина Инге Старшего, но тремя годами спустя сам был свергнут им и убит. Сын Блот-Свена, Эрик, в правление своего отца был жрецом языческого храма в Уппсале и погиб вместе с отцом. В сочинении «Круг Земной» Снорри Стурлусона Блот-Свен и Эрик Орсэлль упоминаются как два правивших последовательно конунга, не следовавших христианской вере:
В то время в Шведской Державе многие еще были язычниками, а многие — плохими христианами, ибо некоторые из конунгов там отступились от христианства и приносили жертвоприношения, как, например, Свейн Язычник или позднее Эйрик Урожай.
Историк Биргер Нерман предполагал, что Эрик не погиб во время свержения своего отца, а некоторое время противостоял Инге Старшему в качестве конунга тех частей страны, где ещё держалось язычество.
Некоторые источники сообщают о том, что Эрик Орсэлль был предком (отцом или дедом) короля Сверкера (1130—1156). Другие источники говорят о том, что имя отца Сверкера было Коль (швед. Kol; согласно Skáldatal) или Корнубе (лат. Cornube; согласно Вестерготскому закону). Ряд исследователей полагают, что все эти имена могли принадлежать одному человеку.